# Pleopodias diaphus
Pleopodias diaphus är en kräftdjursart som beskrevs av V.I. Avdeev 1975. Pleopodias diaphus ingår i släktet Pleopodias och familjen Cymothoidae. Inga underarter finns listade i Catalogue of Life.